# Placówka Straży Celnej „Mąkoszyce”

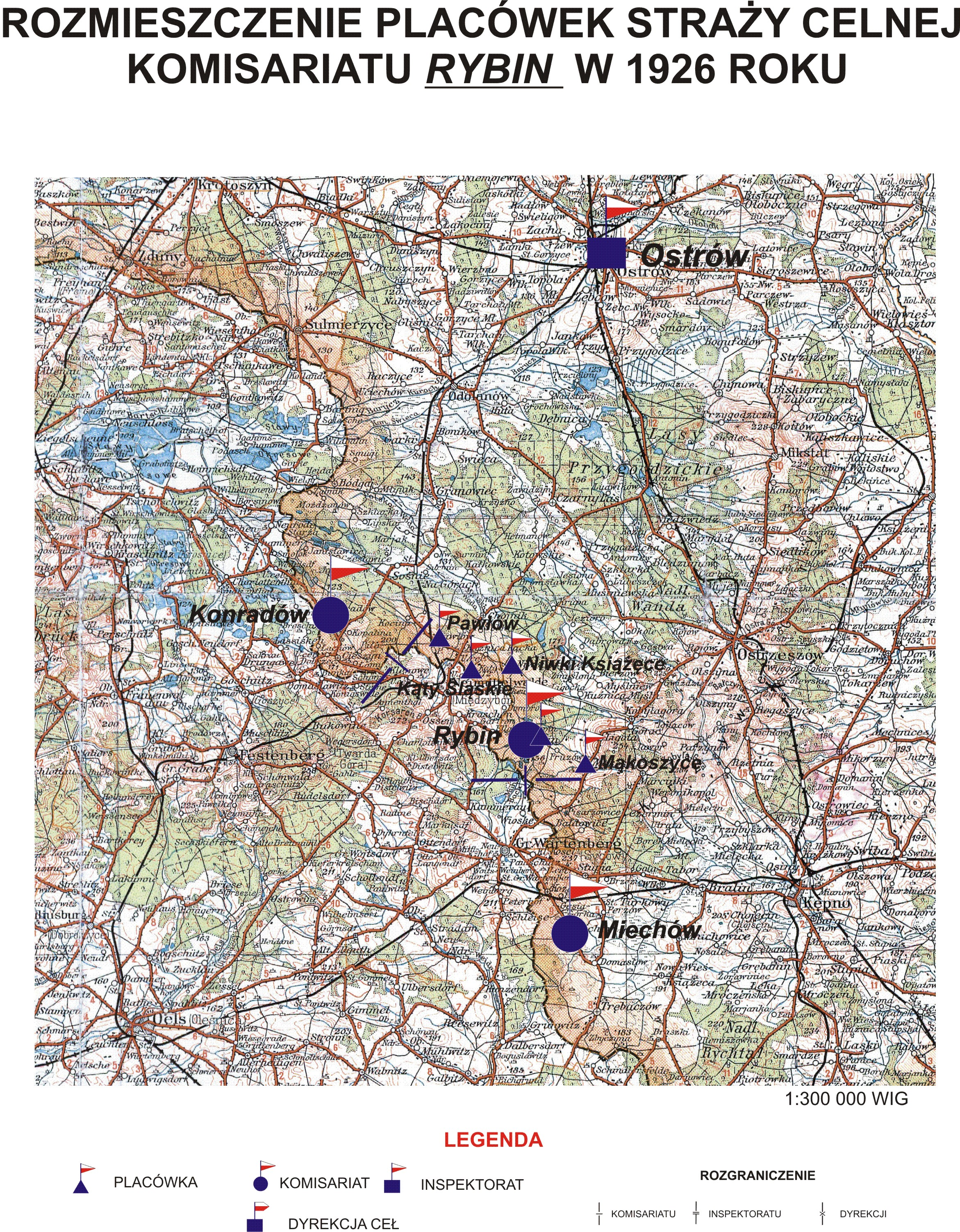
Rozmieszczenie placówek Straży Celnej Komisariatu Rybin

Placówka Straży Celnej „Mąkoszyce” – jednostka organizacyjna Straży Celnej pełniąca w okresie międzywojennym służbę ochronną na granicy polsko-niemieckiej.

## Formowanie i zmiany organizacyjne
Na wniosek Ministerstwa Skarbu, uchwałą z 10 marca 1920 roku, powołano do życia Straż Celną. Od połowy 1921 roku jednostki Straży Celnej rozpoczęły przejmowanie odcinków granicy od pododdziałów Batalionów Celnych. Proces tworzenia Straży Celnej trwał do końca 1922 roku. Placówka Straży Celnej „Mąkoszyce” weszła w podporządkowanie komisariatu Straży Celnej „Rybin” z Inspektoratu SC „Ostrów”.
W drugiej połowie 1927 roku przystąpiono do gruntownej reorganizacji Straży Celnej. W praktyce skutkowało to rozwiązaniem tej formacji granicznej. Ochronę północnej, zachodniej i południowej granicy państwa przejęła powołana z dniem 2 kwietnia 1928 roku Straż Graniczna. W strukturach nowo powstałej formacji placówki „Mąkoszyce” nie odtworzono.

## Funkcjonariusze placówki
Kierownicy placówki
| stopień    | imię i nazwisko, numer | okres pełnienia służby | kolejne stanowisko |
| ---------- | ---------------------- | ---------------------- | ------------------ |
| przodownik | Ludwik Nowacki (975)   | był w 1926             |                    |

Obsada personalna placówki w 1926:
- przodownik Ludwik Nowacki (975)
- starszy strażnik Michał Mikołajczak (742)
- strażnik Władysław Niesobski (7460)
- strażnik Jan Szymański (3078)
- strażnik Piotr Maćkowiak (2594)
- strażnik Stefan Królik (2337)
- strażnik Edmund Urbański (1464)
- strażnik Jan Krakowiak (1142)
- strażnik Tomasz Maciejewski (1847)